# Gebeleizis
Gebeleizis – w starożytnych wierzeniach geto-dackich bóg nieba, upersonifikowana postać piorunów i burzy. Imię bóstwa, wyprowadzane od praindoeuropejskiego *gʷer- (błyszczeć), próbuje się także odczytywać w formie Nebeléidzis i łączyć z postacią Zalmoksisa.
Według Herodota z kultem Gebeleizisa związany był obrzęd wypuszczania strzał w niebo podczas burzy celem jej przegnania, znany również w wielu innych kulturach.